# Jérôme de Jérusalem
Jérôme de Jérusalem est un auteur, prêtre à Jérusalem vers le VIIe-VIIIe s. De son œuvre, il ne reste que des fragments provenant d'un Dialogue contre les Juifs écrit sur le modèle du Dialogue avec Tryphon de Justin Martyr.

## Référence aux éditions
- CPG 7815-7818